# Aligot llagoster
L'aligot llagoster (Butastur rufipennis) és una espècie d'ocell de la família dels accipítrids (Accipitridae). Habita sabanes i praderies de l'Àfrica Subsahariana septentrional, des del límit meridional del Sàhara fins a Tanzània. El seu estat de conservació es considera de risc mínim.